# Амфіума однопала
Амфіума однопала (Amphiuma pholeter) — вид земноводних з роду амфіума родини амфіумові.

## Опис
Загальна довжина тулуба коливається від 21 до 33 см. Голова сплощена. Тулуб довгий, витягнутий. Паща широка. На передніх кінцівках по 1 пальцю. Забарвлення спини та черева однотонне — від сіро-чорного до пурпурово-коричневого.

## Спосіб життя
Увесь час проводить у водоймах. Активна вночі. Ховається у багнюці або у смітті. Полює на здобич із засідки. Харчується амфібіями, рибою, ракоподібними, молюсками, а також комахами й водними безхребетними.
Це яйцекладна амфібія. Відкладає близько 50—70 яєць. Разом з тим процес парування та розмноження цієї амфіуми ще достатньо не вивчено.

## Розповсюдження
Мешкає на південному заході США: у північно-західній Флориді, південній Джорджії, південній Алабамі, південно-східній частині Міссісіпі.